# TV Cidadã
TV Cidadã é uma emissora de televisão brasileira instalada em Cuiabá, capital do estado do Mato Grosso. Opera no canal 7 (28 UHF digital) e é afiliada à Record News, e é pertecente à Rede Cidadã de Comunicação.

## História
Em agosto de 2009, Robinson Jacques Brunini, do Grupo Brunini, assinou o contrato de retransmissão de imagens e sons com a Record News, para retransmitir a programação da rede em Cuiabá e região, que deixou ser transmitida através do Canal 47, que era transmitido pela emissora do mesmo nome, que passou se chamar TV Cuiabá (afiliada à RedeTV!), quando o então arrendatário, deputado estadual, Maksuês Leite (PP-MT), rescindiu o contrato.
Com a decisão de Brunini, a capital mato-grossense volta a contar com programação das principais emissoras de TV do país, após uma verdadeira troca de concessões e contratos de afiliadas desde maio, quando a TV Cidade Verde deixou SBT pela Bandeirantes e a TV Brasil Oeste passou a Rede 21; a TV Rondon trocou a RedeTV! pelo SBT (que estava três meses sem sinal) e a Record News Cuiabá (no canal 47) foi extinta e passou exibir a programação da RedeTV!.